# David Archer
David Archer  (* 15. September 1960) ist ein US-amerikanischer Geologe und Professor für Geophysik an der University of Chicago. Er ist Autor von über 100 wissenschaftlichen Publikationen.

## Beruflicher Werdegang
David Archer erhielt seinen BSc an der Indiana University Bloomington im Fach Biochemie. Seinen Ph.D. machte er im Jahr 1990 im Bereich Ozeanografie an der University of Washington. Seit dem Jahr 1994 ist er Adjunct Professor am Lamont-Doherty Earth Observatory und seit Juni des Jahres 2001 ist er Professor für Geophysik an der University of Chicago.

## Wirken
David Archers Forschungsschwerpunkt ist der Kohlenstoffzyklus und seine Wechselwirkungen mit dem globalen Klimasystem. Er gehört zu den Autoren des wissenschaftlichen Blog Realclimate.

## Auszeichnungen
Er bekam im Jahr 1990 das Lamont Postdoctoral Fellowship sowie im Jahr 1996 das Packard Foundation Fellowship in Science and Engineering. Im Jahr 2009 wurde er mit dem Walter Kistler Book Award geehrt und im Jahr 2010 mit der AGU Fellowship.

## Ausgewählte Publikationen
- Atmospheric lifetime of fossil-fuel carbon dioxide
- Lowering of glacial atmospheric CO2 in response to changes in oceanic circulation and marine biogeochemistry
- Long term fate of anthropogenic carbon
- Subsurface ocean argon disequilibrium reveals the equatorial Pacific shadow zone
- A movable trigger: Fossil fuel CO2 and the onset of the next glaciation
- Time-dependent response of the global ocean clathrate reservoir to climatic and anthropogenic forcing
- Fate of fossil fuel CO2 in geologic time
- Model sensitivity in the effect of Antarctic sea ice and stratification on atmospheric p CO2

## Bücher
- The Global Carbon Cycle (Princeton Primers in Climate), Princeton University Press ISBN 978-0-691-14413-9, 205 Seiten
- The Warming Papers: The Scientific Foundation for the Climate Change Forecast, 2010, herausgegeben mit Raymond Pierrehumbert, ISBN 978-1-4051-9616-1, 432 Seiten
- The Long Thaw: How Humans Are Changing the Next 100,000 Years of Earth's Climate, 2008, ISBN 978-0-691-13654-7, 192 Seiten
- The Climate Crisis: An Introductory Guide to Climate Change, 2010, ISBN 978-0-521-73255-0, 260 Seiten
- Global Warming: Understanding the Forecast, 2006, ISBN 978-1-4051-4039-3, 208 Seiten